# Großsteingrab Valthe-Zuidwest
Das Großsteingrab Valthe-Zuidwest ist eine megalithische Grabanlage der jungsteinzeitlichen Westgruppe der Trichterbecherkultur bei Valthe, einem Ortsteil von Borger-Odoorn in der niederländischen Provinz Drenthe. Es trägt die Van-Giffen-Nummer D35.

## Lage
Das Grab befindet sich südwestlich von Valthe am Nordrand des Waldgebiets Valtherbos. In der näheren Umgebung gibt es zahlreiche weitere Großsteingräber. 860 m nordnordwestlich befindet sich das Großsteingrab Valthe-West (D34), 1,7 km ostnordöstlich die beiden Großsteingräber bei Valthe-Oost (D36 und D37) und 2,9 km südsüdöstlich die drei Großsteingräber bei Emmerveld (D38–D40). Auch mehrere zerstörte Gräber sind aus dieser Gegend bekannt. 1 km nordnordwestlich lag das Großsteingrab Valthe-Valtherveld (D33), 1,8 km nordnordwestlich das Großsteingrab Odoorn-Noorderveld 2 (D32d), 2 km südsüdöstlich das Großsteingrab Weerdinge (D37a), 2,9 km südsüdöstlich das Großsteingrab Emmerveld 4 (D39a) und 2,9 km nordnordwestlich das Großsteingrab Odoorn-Noorderveld 1 (D32c).

## Forschungsgeschichte

### 19. Jahrhundert
Die Existenz des Grabes wurde erstmals 1815 von Nicolaus Westendorp erwähnt. Leonhardt Johannes Friedrich Janssen, Kurator der Sammlung niederländischer Altertümer im Rijksmuseum van Oudheden in Leiden, besuchte 1847 einen Großteil der noch erhaltenen Großsteingräber der Niederlande, darunter auch das Grab von Valthe-Zuidwest, und publizierte im folgenden Jahr das erste Überblickswerk mit Baubeschreibungen und schematischen Plänen der Gräber. Janssens Nachfolger Willem Pleyte unternahm 1874 zusammen mit dem Fotografen Jan Goedeljee eine Reise durch Drenthe und ließ dort erstmals alle Großsteingräber systematisch fotografieren. Auf Grundlage dieser Fotos fertigte er Lithografien an. Conrad Leemans, Direktor des Rijksmuseums, unternahm 1877 unabhängig von Pleyte eine Reise nach Drenthe. Jan Ernst Henric Hooft van Iddekinge, der zuvor schon mit Pleyte dort gewesen war, fertigte für Leemans Pläne der Großsteingräber an. Leemans’ Bericht blieb allerdings unpubliziert.

### 20. und 21. Jahrhundert
Zwischen 1904 und 1906 dokumentierte der Mediziner und Amateurarchäologe Willem Johannes de Wilde alle noch erhaltenen Großsteingräber der Niederlande durch genaue Pläne, Fotografien und ausführliche Baubeschreibungen. Seine Aufzeichnungen zum Grab von Valthe-Zuidwest sind allerdings verloren gegangen. 1918 dokumentierte Albert Egges van Giffen die Anlage für seinen Atlas der niederländischen Großsteingräber. 1952 wurde das Grab restauriert. Seit 1992 ist die Anlage ein Nationaldenkmal (Rijksmonument). 2017 wurde die Anlage zusammen mit den anderen noch erhaltenen Großsteingräbern der Niederlande in einem Projekt der Provinz Drente und der Reichsuniversität Groningen von der Stiftung Gratama mittels Photogrammetrie in einem 3D-Atlas erfasst.

## Beschreibung
Bei der Anlage handelt es sich um ein ost-westlich orientiertes Ganggrab. Eine steinerne Umfassung konnte nicht festgestellt werden. Die Grabkammer hat eine Länge von 8,5 m und eine Breite von 3,2 m. Sie besteht aus fünf Wandsteinpaaren an den Langseiten und je einem Abschlussstein an den Schmalseiten. Von den ursprünglich fünf Decksteinen sind noch zwei vorhanden. Der östliche Abschlussstein weist an der Oberseite ein mögliches Schälchen auf. Zwischen dem von Osten aus gesehen zweiten und dritten Wandstein der südlichen Langseite befindet sich der Zugang zur Kammer. Vorgelagerte Gangsteine konnten nicht festgestellt werden und waren wohl nie vorhanden.